# Elk Cloner

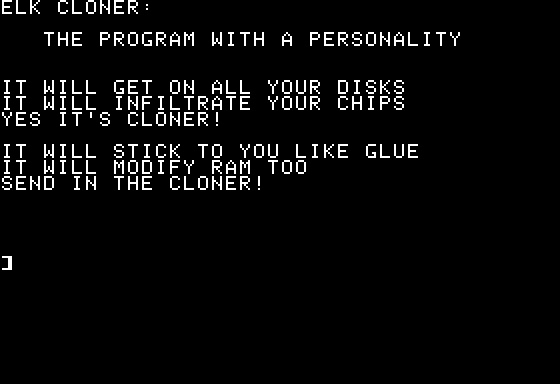
Elk Cloner

Elk Cloner hette ett av de första kända exemplen på datorvirus och började spridas 1982. Det utvecklades av en 15-åring vid namn Rich Skrenta. Det kopierade sig själv från Apple II floppydiskar och visade bara upp ett meddelande till användaren.
Meddelandet, som bara visades upp var 50:e boot, var en liten dikt han skrev:
| ” | Elk Cloner: The program with a personality It will get on all your disks It will infiltrate your chips Yes, it's Cloner! It will stick to you like glue It will modify RAM too Send in the Cloner! | „ |